# Rio Turvo (vattendrag i Brasilien, São Paulo, lat -22,92, long -49,88)
Rio Turvo är ett vattendrag i Brasilien.   Det ligger i delstaten São Paulo, i den södra delen av landet, 800 km söder om huvudstaden Brasília.
Omgivningarna runt Rio Turvo är en mosaik av jordbruksmark och naturlig växtlighet. Runt Rio Turvo är det tätbefolkat, med 343 invånare per kvadratkilometer.